# Hogna bowonglangi
Hogna bowonglangi este o specie de păianjeni din genul Hogna, familia Lycosidae. A fost descrisă pentru prima dată de Merian, 1911.
Este endemică în Sulawesi. Conform Catalogue of Life specia Hogna bowonglangi nu are subspecii cunoscute.